# 萨奇琳清真寺
薩奇琳清真寺（Şakirin Mosque）是土耳其伊斯坦布尔的一座清真寺，位于于斯屈达尔区的一个墓地入口，于2009年5月7日开放。
建筑师 Hüsrev Tayla，以设计安卡拉的科札德佩清真寺著称。室内设计师Zeynep Fadıllıoğlu是第一位设计清真寺的女性。
该清真寺的建造历时四年，面积10,000平方米，有两个高35米的叫拜楼。它是土耳其最碳中和的清真寺。 